# キラキラ女子
キラキラ女子（きらきらじょし）とはキラキラした女性のことである。キラキラ女子のSNSアカウントはキラキラアカウントとも呼ばれている。

## 歴史
もともと2000年代には雑誌モデルのブログよって「女子会」が話題となり、2010年前後にはそれが広がって女子会ブームが起きるなど、当時はブログ（乃至マイクロブログ）が流行の発信源となる時代となっていた。2010年10月、大手ブログサービス「アメーバブログ」の提供元であるサイバーエージェントの内定者がブログにおいて自分たちをキラキラ女子と称し、それがニュースサイトで取り上げられて話題となった。その後もサイバーエージェントのキラキラ女子はニュースで取り上げられ、彼女らは扶桑社の週刊誌「SPA!」で連載されていた峰なゆかの漫画『アラサーちゃん 無修正』にも登場した。
また、2014年に画像・動画SNS『Instagram』（インスタグラム）の日本語版が登場すると、インスタグラムでは海外のセレブの影響を受けてセレブ的なキラキラ女子が目立つようになっていった。

## 偽装キラキラ女子
偽装キラキラ女子はキラキラ女子を偽装した女性のことである。

## 事件・事故
2015年にはインスタグラムのキラキラ女子の一人が偽ブランド品の販売を行い逮捕される事件が起こっている。

## 関連作品
- NHK Eテレ『ねほりんぱほりん』「偽装キラキラ女子」 2016年10月5日放送[11]
- フジテレビ『世にも奇妙な物語’18春の特別編 第1話 「フォロワー」』 2018年5月12日放送[12]
- NHK総合『デジタル・タトゥー』「第3話 キラキラ女子の闇」2019年6月1日放送
- あい茶『わたし「偽装キラキラ女子」でした』 コルク 2020年[13]（後にマイナビウーマンでも9話まで掲載[14]）